# 西斯勒号车辆运输舰 (T-AKR-311)
西斯勒号车辆运输舰（英語：USNS Sisler，舷號T-AKR-311）是沃森级车辆运输舰的第二艘，以荣誉勋章获得者，在越南战争中阵亡的乔治·K·西斯勒中尉（George K. Sisler）命名。
1998年2月28日该舰下水，并于1998年12月1日服役。它是美国军事海运司令部所属的19艘大型中速滚装船中的一艘，也是执行战略预置任务的33艘运输舰中的一员。
据英国卫报报道，左翼人权组织“缓刑”（Reprieve）认定西斯勒舰及其7艘姊妹舰和其他9艘美国海军舰船被用于秘密关押罪犯。